# Huelsenberg Holding
Die Huelsenberg Holding ist die Dachgesellschaft einer Pinneberger Unternehmensgruppe. Die Gruppe gliedert sich in vier Teilkonzerne mit den Geschäftsbereichen Agrarwirtschaft, Biotechnologie, erneuerbare Energien und Industrietechnologie.

## Agrarwirtschaft
Der Geschäftsbereich Agrarwirtschaft besteht aus 25 Unternehmen unter dem Dach der Führungsgesellschaft Union Agricole Holding. Das Kerngeschäft dieser Sparte ist die Herstellung und der Vertrieb von Futtermitteln für die Nutztierhaltung.
Der Bereich Agrarwirtschaft bildet den historischen Kern der Huelsenberg Holding. Unternehmensgründer H. Wilhelm Schaumann begann 1938 mit der Gewinnung von Vitaminkonzentraten aus Lebertran und Fischöl für die Tierernährung. Hierzu übernahm Schaumann 1943 ein Futterwerk in Uetersen. Im Jahr 1953 wurde das Gut Hülsenberg in Wahlstedt übernommen, um Praxis und Forschung miteinander zu verbinden. Die Union Agricole Holding wurde 1966 als Dachgesellschaft gegründet. Innerhalb der nächsten Jahrzehnte kam es zur Übernahme und zum Bau neuer Futtermittelwerke in Deutschland und Österreich und zur Expansion in den osteuropäischen Markt. Im Jahr 2010 wurden die Unternehmensbereiche Biotechnologie und Erneuerbare Energien in eigene Holding-Strukturen ausgegliedert.

## Biotechnologie
Der Geschäftsbereich Biotechnologie mit der Dachgesellschaft Biotic Science Holding produziert unter anderem Futterzusatzstoffe, Humanprobiotika, Starterkulturen, technische Enzyme für den Aufschluss pflanzlicher Biomasse sowie speziell definierte Algenpräparate für die Pflanzen- und Tierernährung.

## Erneuerbare Energien
Die Enbycon Holding, unter der der Konzernbereich Erneuerbare Energien organisiert ist, bietet Siliermittel sowie Fermenter-Additive und Dienstleistungen für den Betrieb von Biogasanlagen an.

## Industrietechnologie
Das Unternehmen DURAG wurde 1948 von H. Wilhelm Schaumann gegründet. DURAG produzierte zu Beginn Geigerzähler und brachte 1950 eine Lichtschranke auf den Markt. Im Jahr 1951 wurden nur sechs Personen bei DURAG beschäftigt. Ab den 1960er Jahren wurden elektronische Geräte zur Prozessüberwachung hergestellt. In den 1970er Jahren wurde auf Basis eines Intel 4004-Prozessors ein Preisauszeichnungssystem entwickelt. Weiterhin wurden Staubmessgeräte und Zündsysteme für Großbrenner auf den Markt gebracht.
Die DURAG GROUP produziert heute weiter Zündsysteme und Emissionsmesssysteme.